# Gilbert Burns
Gilbert Alexander Pontes Burns (Niterói, 20 luglio 1986) è un artista marziale misto brasiliano.
Combatte per la promozione statunitense UFC, nella divisione dei pesi welter. Come grappler, Burns è un tre volte campione del mondo IBJJF e medaglia d'oro ADWPJJC (Abu Dhabi World Professional Jiu-Jitsu Championship).

## Caratteristiche tecniche
Dispone di buone doti nel combattimento in piedi; tuttavia, essendo dotato di grande esperienza nel jiu jitsu brasiliano, risulta essere uno dei migliori grappler del circuito UFC.

## Risultati nelle arti marziali miste
| Risultato | Record | Avversario            | Metodo                             | Evento                                      | Data              | Round | Tempo | Città                     | Note                                                   |
| --------- | ------ | --------------------- | ---------------------------------- | ------------------------------------------- | ----------------- | ----- | ----- | ------------------------- | ------------------------------------------------------ |
| Sconfitta | 22-9   | Michael Morales       | KO tecnico (pugni)                 | UFC Fight Night: Burns vs. Morales          | 17 maggio 2025    | 1     | 3:39  | Las Vegas, Stati Uniti    |                                                        |
| Sconfitta | 22-8   | Sean Brady            | Decisione (unanime)                | UFC Fight Night: Burns vs. Brady            | 7 settembre 2024  | 5     | 5:00  | Las Vegas, Stati Uniti    |                                                        |
| Sconfitta | 22-7   | Jack Della Maddalena  | KO (ginocchiata e gomitate)        | UFC 299                                     | 9 marzo 2024      | 3     | 3:43  | Miami, Stati Uniti        |                                                        |
| Sconfitta | 22-6   | Belal Muhammad        | Decisione (unanime)                | UFC 288                                     | 6 maggio 2023     | 5     | 5:00  | Newark, Stati Uniti       |                                                        |
| Vittoria  | 22-5   | Jorge Masvidal        | Decisione (unanime)                | UFC 287                                     | 9 aprile 2023     | 3     | 5:00  | Miami, Stati Uniti        |                                                        |
| Vittoria  | 21-5   | Neil Magny            | Sottomissione (arm-triangle choke) | UFC 283                                     | 21 gennaio 2023   | 1     | 4:15  | Rio de Janeiro, Brasile   |                                                        |
| Sconfitta | 20-5   | Khamzat Chimaev       | Decisione (unanime)                | UFC 273                                     | 9 aprile 2022     | 3     | 5:00  | Jacksonville, Stati Uniti | Fight of the Night                                     |
| Vittoria  | 20-4   | Stephen Thompson      | Decisione (unanime)                | UFC 264                                     | 10 luglio 2021    | 3     | 5:00  | Las Vegas, Stati Uniti    |                                                        |
| Sconfitta | 19-4   | Kamaru Usman          | KO tecnico (pugni)                 | UFC 258                                     | 13 febbraio 2021  | 3     | 0:34  | Las Vegas, Stati Uniti    | Per il titolo dei pesi welter UFC                      |
| Vittoria  | 19-3   | Tyron Woodley         | Decisione (unanime)                | UFC on ESPN: Woodley vs. Burns              | 30 maggio 2020    | 5     | 5:00  | Las Vegas, Stati Uniti    | Performance of the Night                               |
| Vittoria  | 18-3   | Demian Maia           | KO tecnico (pugni)                 | UFC Fight Night: Lee vs. Oliveira           | 14 marzo 2020     | 1     | 2:34  | Brasilia, Brasile         | Performance of the Night                               |
| Vittoria  | 17-3   | Gunnar Nelson         | Decisione (unanime)                | UFC Fight Night: Hermansson vs. Cannonier   | 28 settembre 2019 | 3     | 5:00  | Copenaghen, Danimarca     |                                                        |
| Vittoria  | 16-3   | Alexey Kunchenko      | Decisione (unanime)                | UFC Fight Night: Shevchenko vs. Carmouche 2 | 10 agosto 2019    | 3     | 5:00  | Montevideo, Uruguay       | Ritorno nei pesi welter                                |
| Vittoria  | 15-3   | Mike Davis            | Sottomissione (rear-naked choke)   | UFC Fight Night: Jacaré vs. Hermansson      | 27 aprile 2019    | 2     | 4:15  | Sunrise, Stati Uniti      |                                                        |
| Vittoria  | 14-3   | Olivier Aubin-Mercier | Decisione (unanime)                | UFC 231                                     | 8 dicembre 2018   | 3     | 5:00  | Toronto, Canada           |                                                        |
| Sconfitta | 13-3   | Dan Hooker            | KO (pugni)                         | UFC 226                                     | 7 luglio 2018     | 1     | 2:28  | Las Vegas, Stati Uniti    |                                                        |
| Vittoria  | 13-2   | Dan Moret             | KO (pugni)                         | UFC on Fox: Poirier vs. Gaethje             | 14 aprile 2018    | 2     | 0:59  | Glendale, Stati Uniti     |                                                        |
| Vittoria  | 12-2   | Jason Saggo           | KO (pugno)                         | UFC Fight Night: Rockhold vs. Branch        | 16 settembre 2017 | 2     | 4:55  | Pittsburgh, Stati Uniti   |                                                        |
| Sconfitta | 11-2   | Michel Prazeres       | Decisione (unanime)                | UFC Fight Night: Cyborg vs. Länsberg        | 24 settembre 2016 | 3     | 5:00  | Brasilia, Brasile         | Incontro catchweight (158 lbs); Prazeres mancò il peso |
| Vittoria  | 11-1   | Łukasz Sajewski       | Sottomissione (armbar)             | UFC Fight Night: dos Anjos vs. Alvarez      | 7 luglio 2016     | 1     | 4:57  | Las Vegas, Stati Uniti    |                                                        |
| Sconfitta | 10-1   | Rashid Magomedov      | Decisione (unanime)                | UFC Fight Night: Belfort vs. Henderson 3    | 7 novembre 2015   | 3     | 5:00  | San Paolo, Brasile        |                                                        |
| Vittoria  | 10-0   | Alex Oliveira         | Sottomissione (armbar)             | UFC Fight Night: Maia vs. LaFlare           | 21 marzo 2015     | 3     | 4:14  | Rio de Janeiro, Brasile   | Performance of the Night                               |
| Vittoria  | 9-0    | Christos Giagos       | Sottomissione (armbar)             | UFC 179                                     | 25 ottobre 2014   | 1     | 4:57  | Las Vegas, Stati Uniti    | Ritorno nei pesi leggeri. Performance of the Night     |
| Vittoria  | 8-0    | Andreas Ståhl         | Decisione (unanime)                | UFC on Fox: Lawler vs. Brown                | 26 luglio 2014    | 3     | 5:00  | San Jose, Stati Uniti     | Debutto nei pesi welter                                |
| Vittoria  | 7-0    | Paulo Teixeira        | KO tecnico (pugni)                 | Face to Face 7                              | 2 maggio 2014     | 1     | 1:02  | Rio de Janeiro, Brasile   |                                                        |
| Vittoria  | 6-0    | Paulo Gonçalves       | KO (pugno)                         | Coliseu Extreme Fight 8                     | 5 dicembre 2013   | 1     | 4:57  | Maceió, Brasile           | Incontro catchweight (160 lbs)                         |
| Vittoria  | 5-0    | Rodolfo Coronel       | Sottomissione (armbar)             | Mixed Submission and Strike Arts 3          | 25 marzo 2013     | 1     | 3:41  | Rio de Janeiro, Brasile   |                                                        |
| Vittoria  | 4-0    | Paulo Roberto         | KO tecnico (pugni)                 | CPMMAF: Champion Fights                     | 4 agosto 2012     | 1     | 1:30  | Salvador, Brasile         |                                                        |
| Vittoria  | 3-0    | Vinicius Alves        | Sottomissione (rear-naked choke)   | Watchout Combat Show 20                     | 27 luglio 2012    | 1     | 1:59  | Rio de Janeiro, Brasile   |                                                        |
| Vittoria  | 2-0    | Herels dos Santos     | Sottomissione (armbar)             | Ichigeki Fight Show                         | 15 giugno 2012    | 1     | 3:30  | San Paolo, Brasile        |                                                        |
| Vittoria  | 1-0    | José Salgado          | Sottomissione (rear-naked choke)   | Crown Fighting Championships 5              | 28 gennaio 2012   | 1     | 2:40  | St. George, Stati Uniti   | Debutto nei pesi leggeri                               |